# Stel hjulaxel

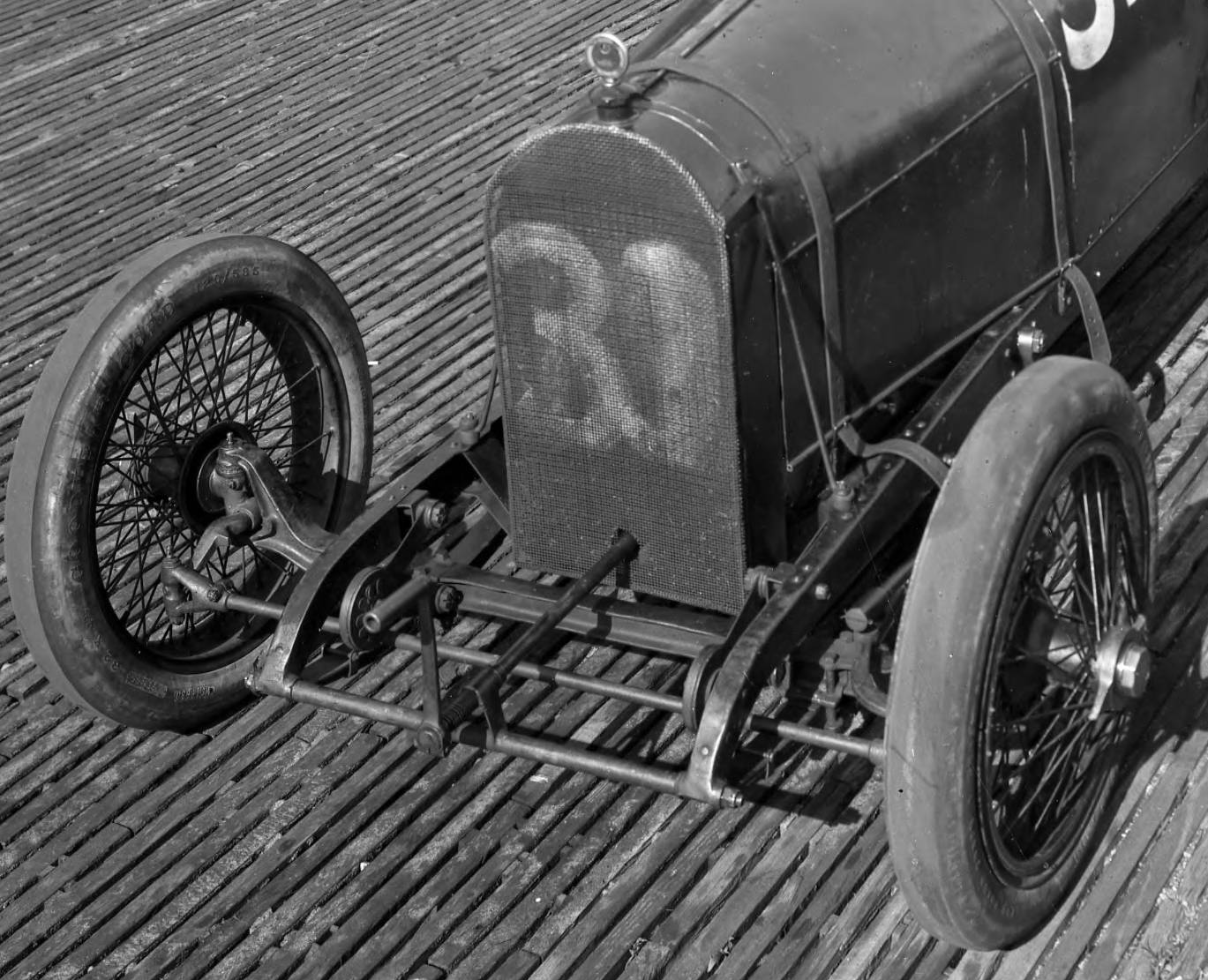
Stel framaxel.

Stel hjulaxel kallas det när hjulen på ett fordon är upphängda på en stel balk.
Detta gör att om det ena hjulet åker över ett gupp, så åker det andra hjulet ner. På äldre bilar är både fram- och bakaxlar stela. På moderna lastbilar, terrängbilar och bussar brukar fram- och bakaxlar vara stela för att dessa tål större belastning och har längre livslängd.
Historiskt sett var stela hjulaxlar det vanligaste på bilar, ett arv från hästdragna vagnar. De var från början upphängda i längsgående bladfjädrar, som både svarade för fjädringen och för att hålla fast hjulaxeln. Konstruktionen hängde kvar längst för bakaxeln på bakhjulsdrivna bilar, men även framaxeln på vissa fyrhjulsdrivna terrängbilar. En viss stötdämpning får man på köpet av bladfjäderns inre friktion, men så småningom försågs bilarna även med stötdämpare. En klar förbättring av konstruktionen var när man började använda skruvfjädrar och separata bärarmar. För att få stötdämpning användes då vanligen teleskopstötdämpare. Ett Panhardstag såg till att bakaxeln inte kunde röra sig i sidled.
En besläktad variant för framhjulsdrivna bilar är den mjukstela bakaxeln. Eftersom den inte har några drivaxlar får den betydligt lägre ofjädrad vikt än en vanlig stel bakaxel. Genom att den kan röra sig något blir komforten bättre, och den är billigare att tillverka än en helt individuell upphängning. 
Nyare personbilar med bakhjulsdrift har oftast individuellt upphänga hjul, eller en stel axel av typen De Dion-axel.